# Бороноева, Татьяна Анатольевна
Татьяна Анатольевна Бороноева (род. 7 июля 1965 года, Улан-Удэ, Бурятская АССР, РСФСР, СССР) — российский искусствовед, член-корреспондент РАХ (2023).
Внучка А. У. Модогоева (1915—1989), первого секретаря Бурятского обкома КПСС (1962—1984).

## Биография
Родилась 7 июля 1965 года в Улан-Удэ, где живёт и работает.
В 1987 году окончила исторический факультет МГУ по специальности «История искусств».
С 1987 по 1989 годы работала стажёром-исследователем Института общественных наук БФ СО Академии наук СССР.
В 1994 году окончила аспирантуру Научно-исследовательского института теории и истории изобразительных искусств Российской академии художеств, в 1995 году защитила кандидатскую диссертацию «Графика Бурятии: Истоки, традиции, особенности современного художественного развития», в 2003 году присвоено учёное звание доцента.
С 1995 по 1997 годы — старший преподаватель кафедры «История и теория культуры», с 1997 по 2006 годы — доцент кафедры культурологии Восточно-Сибирского государственного технологического университета.
С 1998 по 2002 годы — главный специалист Комитета по информации, печати и связям с общественными объединениями Администрации Президента и Правительства Республики Бурятия (1998—2002).
С 2002 по 2003 годы — главный специалист, а с 2003 по 2005 годы — консультант Комитета по делам национальностей и связям с общественными, религиозными объединениями, с 2005 по 2006 годы — консультант Комитета по межнациональным связям с общественными, религиозными объединениями и информации. В 2006 году присвоен классный чин советника государственной гражданской службы Российской Федерации 1 класса.
С 2006 по 2007 годы — директор Республиканского художественного музея имени Ц. С. Сампилова.
С 2011 года — директор Национального музея Республики Бурятия.
С 1997 года — член Бурятского республиканского отделения ВТОО «Союз художников России».
С 2004 года — член Международной Ассоциации искусствоведов.
С 2022 года — посол культуры Союза женщин России.
В 2019 году — избрана почётным членом, а в 2023 году — избрана членом-корреспондентом Российской академии художеств по Отделению Урала, Сибири, Дальнего Востока.

## Творческая деятельность
Основные научные труды
- Монография: «Графика Бурятии» (Улан-Удэ, 1997)

Статьи
- «Опыт реализации Национальным музеем Республики Бурятия грантового проекта лонгрид „Допетровская Русь в Бурятии“, посвященного празднованию 400-летия со дня рождения протопопа Аввакума» в сборнике «Старообрядчество: история и современность, местные традиции, русские и зарубежные связи» (совместно с С. З. Галсановой и А. Ж. Бальжуровой, 2021);
- «Восток — Запад в современной бурятской литературе и искусстве» в журнале «Мир науки, культуры, образования» (совместно с С. С. Имихеловой и Е. Д. Монгуш, 2021, № 4);
- «Бурятская школа флорентийской мозаики Юрия Мандаганова» в журнале «Декоративное искусство и предметно-пространственная среда. Вестник РГХПУ имени С. Г. Строганова» (2021, № 3-1);
- «Национальный музей Республики Бурятия как ресурс региональной креативной экономики» в журнале «Вестник Бурятского государственного университета. Экономика и менеджмент» (2021, № 3);
- «Картина мира в графике Бурятского художника Ц.-Н. Очирова» в журнале «Искусство Евразии» (2021, № 1);
- «Современные технологии в сохранении и презентации историко-культурного наследия в музее. Опыт Национального музея Республики Бурятия» в сборнике «Музеи и национальное наследие трансграничных регионов в XXI веке» (совместно с Т. Х. Базаровой, 2022);
- «Новое прочтение бурятского орнамента в сценических костюмах (на примере рок-мюзикла „Бальжанхатан“)» в журнале «Сцена» (2022, № 6);
- «Александр Казанский — первый академик РАХ в Бурятии» в журнале «Изобразительное искусство Урала, Сибири и Дальнего Востока» (2022, № 4);
- «Коллекция огнив XIX—XX вв. из Национального музея Республики Бурятия» в журнале «Известия Уральского федерального университета. Серия 2: Гуманитарные науки» (совместно с Е. А. Баторовой, 2023, Т. 2);
- «Из династии кузнецов-дарханов: о творчестве бурятского скульптора Гэсэра Зодбоева» в журнале «Искусство Евразии» (2023, № 3).

Редактор альбомов и сборников
- «Музей и общество: современные модели интеграции. Хангаловские чтения-IV» (Улан-Удэ, 2023);
- «Изобразительное искусство Бурятии. 100 лет» (Улан-Удэ, 2023).

Основные кураторские проекты: в Художественном музее имени Ц. Сампилова — «Женщина у Байкала» (2001, 2013), «Разговор на вольном воздухе» (2007), «Святыни старины глубокой» (2007), «Архетипичное и актуальное» в рамках проекта «Мир искусствоведа» (2008), выставка произведений Даши Намдакова (2009), «Сибирская Третьяковка» (2010) и «Шедевры западноевропейской живописи 17-19 веков» (2012) из фондов Иркутского областного художественного музея имени В. П. Сукачева; «Кочевники духа» в в выставочном зале Хранилища восточных рукописей Сибирского отделения РАН (1996); международный музейный проект «Чайный путь. Гостеприимная Бурятия» в Национальном музее Республики Бурятия (2011); «Изобразительное искусство Бурятии» в Новом Манеже в Москве (2011); межрегиональный выставочный проект «Буддизм в России» в рамках культурной программы саммита АТЭС-2012 во Владивостоке, Янгоне (Мьянма), Бангкоке (Королевство Таиланд), Коломбо (Шри Ланка) и другие.

## Награды
- Медаль «За труды в культуре и искусстве» (12 октября 2022) — за большой вклад в развитие отечественной культуры и искусства, многолетнюю плодотворную деятельность[1]
- Заслуженный деятель искусств Республики Бурятия (2006)
- Медаль «За заслуги перед Республикой Бурятия» (2019)
- медаль «100 лет Республике Бурятия» (2023)
- Медаль «За труды в культуре и искусстве» (2023)

Награды РАХ
- Медаль «Шувалов» (2022)
- Медаль «За заслуги перед Академией» (2023)